# Augochloropsis ignita
Augochloropsis ignita är en biart som först beskrevs av Smith 1861.  Augochloropsis ignita ingår i släktet Augochloropsis och familjen vägbin. Inga underarter finns listade.